# 유로콥터 페넥
유로콥터 AS550 페넥(영어: Eurocopter Fennec)과 AS555 페넥 2는 에어버스 헬리콥터에서 만든 군용 경헬리콥터이다. 현재 제식명칭은 H125M이다. 유로콥터 AS350 에퀴아이와 유로콥터 S355 에퀴아이 2에 기반하였으며, 포가에 다양한 무기를 탑재할 수 있다.

## 같이 보기
- 유로콥터 AS350 에퀴아이
- 유로콥터 AS355 에퀴아이 2
- 벨 206